# Su Shi
Su Shi (8 de enero  de 1037 - 24 de agosto de 1101) (chino: 蘇軾), nombre de cortesía Zizhan (子瞻) y Su Dongpo, como seudónimo, fue uno de los grandes escritores chinos e importante pintor y calígrafo.

## Biografía
Nació en Mei Shan de la provincia de Sichuan. Experimentó varios destierros que fueron cada vez más lejanos y duras condiciones ambientales. Pero durante su lucha contra la vida cruel, Su Shi asimiló la filosofía del confucianismo, el budismo y el taoísmo.
Se encuentra entre los ocho literatos más famosos de las dinastías Tang y Song de China.
Ocho maestros de la prosa china
- Han Yu
- Liu Zongyuan
- Ouyang Xiu 歐陽修
- Su Xun 蘇洵
- Su Shi 蘇軾
- Su Zhe 蘇轍
- Wang Anshi 王安石
- Zeng Gong 曾鞏